# Алжир на летних Олимпийских играх 2016
Алжир на летних Олимпийских играх 2016 года был представлен 64 спортсменами в 13 видах спорта.  На церемонии открытия Игр право нести национальный флаг было доверено дзюдоистке Соние Асселах, а на церемонии закрытия легкоатлету Ларби Буррада, ставшему пятым в турнире десятиборцев, и установившему при этом новый рекорд Африки. По итогам соревнований на счету алжирских спортсменов было 2 серебряных медалей (обе на счету чемпиона Лондона-2012 легкоатлета Тауфика Махлуфи), что позволило сборной Алжира занять 62-е место в неофициальном медальном зачёте.

## Медали
| Серебро |                |                                               |            |
| №       | Спортсмены     | Вид спорта (дисциплина)                       | Дата       |
| 1       | Тауфик Махлуфи | Лёгкая атлетика (бег на 800 метров, мужчины)  | 15 августа |
| 2       | Тауфик Махлуфи | Лёгкая атлетика (бег на 1500 метров, мужчины) | 20 августа |

## Состав сборной
Академическая гребля
1. Сид Али Будина
2. Амина Руба

 Бокс
1. Ильяс Аббади
2. Реда Бенбазиз
3. Абдельхафид Беншабла
4. Шуайб Булудинат
5. Зохир Кедаш
6. Мохамед Флисси
7. Фахем Хаммаши
8. Абделькадер Шади

 Борьба
Греко-римская борьба
1. Тарек Бенаисса
2. Адем Буджемлин
3. Хамза Хаули

Велоспорт
 Шоссейный велоспорт
1. Абдеррахман Мансури
2. Юсеф Региги

 Дзюдо
1. Абдерахман Бенамади
2. Лиес Буякуб
3. Худ Зурдани
4. Мохаммед Тайеб
5. Сония Асселах

 Лёгкая атлетика
1. Амине Белферар
2. Ларби Буррада
3. Хишам Бушиша
4. Салим Кеддар
5. Эль-Хади Лаамеш
6. Абдельмалик Лахулу
7. Али Массауди
8. Тауфик Махлуфи
9. Милуд Рахмани
10. Хаким Сади
11. Билаль Табти
12. Яссин Хатхат
13. Суад Аит Салем
14. Амина Беттиша
15. Кенза Дахмани

 Парусный спорт
1. Хамза Бурас
2. Катия Беллабес
3. Имен Шериф Сахрауи

 Плавание
1. Уссама Сануне

 Спортивная гимнастика
1. Мохамед Бургиег
2. Фарах Буфаден

 Стрельба
1. Шафик Буауд

 Тяжёлая атлетика
1. Квота 1
2. Квота 2

 Фехтование
1. Виктор Синтес
2. Анисса Хелфауи

 Футбол
1. Квота 1
2. Квота 2
3. Квота 3
4. Квота 4
5. Квота 5
6. Квота 6
7. Квота 7
8. Квота 8
9. Квота 9
10. Квота 10
11. Квота 11
12. Квота 12
13. Квота 13
14. Квота 14
15. Квота 15
16. Квота 16
17. Квота 17
18. Квота 18

## Результаты соревнований

### Академическая гребля
В следующий раунд из каждого заезда проходят несколько лучших экипажей (в зависимости от дисциплины). В утешительный заезд попадают спортсмены, выбывшие в предварительном раунде. В финал A выходят 6 сильнейших экипажей, остальные разыгрывают места в утешительных финалах B-F.
Мужчины
| Соревнование | Спортсмены     | Предварительный заезд | Предварительный заезд | Предварительный заезд | Отборочный заезд | Отборочный заезд | Отборочный заезд | Четвертьфинал | Четвертьфинал | Четвертьфинал | Полуфинал     | Полуфинал     | Полуфинал     | Финал   | Финал   | Итоговое место |
| Соревнование | Спортсмены     | Заезд                 | Время                 | Место                 | Заезд            | Время            | Место            | Заезд         | Время         | Место         | Заезд         | Время         | Место         | Время   | Место   | Итоговое место |
| ------------ | -------------- | --------------------- | --------------------- | --------------------- | ---------------- | ---------------- | ---------------- | ------------- | ------------- | ------------- | ------------- | ------------- | ------------- | ------- | ------- | -------------- |
| одиночки     | Сид Али Будина | 5                     | 7:45,90               | 4                     | 1                | 7:20,84          | 1 Q              | 3             | 7:13,59       | 5             | Полуфинал C/D | Полуфинал C/D | Полуфинал C/D | Финал D | Финал D | 23             |
| одиночки     | Сид Али Будина | 5                     | 7:45,90               | 4                     | 1                | 7:20,84          | 1 Q              | 3             | 7:13,59       | 5             | 1             | 7:37,19       | 5 QD          | 7:06,64 | 5       | 23             |

Женщины
| Соревнование | Спортсмены | Предварительный заезд | Предварительный заезд | Предварительный заезд | Отборочный заезд | Отборочный заезд | Отборочный заезд | Четвертьфинал | Четвертьфинал | Четвертьфинал | Полуфинал     | Полуфинал     | Полуфинал     | Финал | Финал | Итоговое место |
| Соревнование | Спортсмены | Заезд                 | Время                 | Место                 | Заезд            | Время            | Место            | Заезд         | Время         | Место         | Заезд         | Время         | Место         | Время | Место | Итоговое место |
| ------------ | ---------- | --------------------- | --------------------- | --------------------- | ---------------- | ---------------- | ---------------- | ------------- | ------------- | ------------- | ------------- | ------------- | ------------- | ----- | ----- | -------------- |
| одиночки     | Амина Руба | 5                     | 8:55,09               | 4                     | 1                | 8:04,21          | 1 Q              | 3             | 8:21,06       | 6             | Полуфинал C/D | Полуфинал C/D | Полуфинал C/D | Финал | Финал |                |
| одиночки     | Амина Руба | 5                     | 8:55,09               | 4                     | 1                | 8:04,21          | 1 Q              | 3             | 8:21,06       | 6             |               |               |               |       |       |                |

### Бокс
Квоты, завоёванные спортсменами являются именными. Если от одной страны путёвки на Игры завоюют два и более спортсмена, то право выбора боксёра предоставляется национальному Олимпийскому комитету. Соревнования по боксу проходят по системе плей-офф. Для победы в олимпийском турнире боксёру необходимо одержать либо четыре, либо пять побед в зависимости от жеребьёвки соревнований. Оба спортсмена, проигравшие в полуфинальных поединках, становятся обладателями бронзовых наград.
Мужчины
| Категория | Спортсмены           | Первый раунд            | Второй раунд             | Четвертьфинал          | Полуфинал            | Финал                | Место                |
| Категория | Спортсмены           | Соперник Результат      | Соперник Результат       | Соперник Результат     | Соперник Результат   | Соперник Результат   | Место                |
| --------- | -------------------- | ----------------------- | ------------------------ | ---------------------- | -------------------- | -------------------- | -------------------- |
| до 52 кг  | Мохамед Флисси       | не участвовал           | BULД. Асенов В 3:0       | VENЙ. Финоль П 0:3     | завершил выступление | завершил выступление | завершил выступление |
| до 56 кг  | Фахем Хаммаши        | BRAР. ди Жезус П 1:2    | завершил выступление     | завершил выступление   | завершил выступление | завершил выступление | завершил выступление |
| до 60 кг  | Реда Бенбазиз (6)    | EGYМ. Абделааль В 3:0   | RUSА. Абдурашидов В 3:0  | MGLД. Отгондалай П 0:3 | завершил выступление | завершил выступление | завершил выступление |
| до 64 кг  | Абделькадер Шади     | BRAЖ. Тейшейра П 1:2    | завершил выступление     | завершил выступление   | завершил выступление | завершил выступление | завершил выступление |
| до 69 кг  | Зохир Кедаш          | IRLС. Доннелли П 0:3    | завершил выступление     | завершил выступление   | завершил выступление | завершил выступление | завершил выступление |
| до 75 кг  | Ильяс Аббади         | CGOА. Нгамиссенге В 3:0 | KAZЖ. Алимханулы П 0:3   | завершил выступление   | завершил выступление | завершил выступление | завершил выступление |
| до 81 кг  | Абдельхафид Беншабла | не участвовал           | VENА. Рамирес В 2:0      | GBRД. Буатси П 0:3     | завершил выступление | завершил выступление | завершил выступление |
| до 91 кг  | Шуайб Булудинат      | не участвовал           | MRIК. Сен-Пьер (6) П 1:2 | завершил выступление   | завершил выступление | завершил выступление | завершил выступление |

### Борьба
В соревнованиях по борьбе, как и на предыдущих трёх Играх, будет разыгрываться 18 комплектов наград. По 6 у мужчин в вольной и греко-римской борьбе и 6 у женщин в вольной борьбе. Турнир пройдёт по олимпийской системе с выбыванием. В утешительный раунд попадают участники, проигравшие в своих поединках будущим финалистам соревнований. Каждый поединок состоит из двух раундов по 3 минуты, победителем становится спортсмен, набравший большее количество технических очков. По окончании схватки, в зависимости от результатов спортсменам начисляются классификационные очки.
Мужчины
Греко-римская борьба
| Соревнование | Спортсмены     | Первый раунд       | 1/8 финала         | Четвертьфинал      | Полуфинал          | Финал              | Место |
| Соревнование | Спортсмены     | Соперник Результат | Соперник Результат | Соперник Результат | Соперник Результат | Соперник Результат | Место |
| ------------ | -------------- | ------------------ | ------------------ | ------------------ | ------------------ | ------------------ | ----- |
| до 66 кг     | Тарек Бенаисса |                    |                    |                    |                    |                    | 8     |
| до 85 кг     | Адем Буджемлин |                    |                    |                    |                    |                    | 17    |
| до 98 кг     | Хамза Хаули    |                    |                    |                    |                    |                    | 17    |

### Велоспорт

#### Шоссейный велоспорт
Мужчины
| Соревнование     | Спортсмены          | Время | Место | Отставание |
| ---------------- | ------------------- | ----- | ----- | ---------- |
| групповая гонка  | Абдеррахман Мансури | DNF   | DNF   | DNF        |
| групповая гонка  | Юсеф Региги         | DNF   | DNF   | DNF        |
| раздельная гонка | Юсеф Региги         | DNS   | DNS   | DNS        |

### Водные виды спорта

#### Плавание
В следующий раунд на каждой дистанции проходят спортсмены, показавшие лучший результат, независимо от места, занятого в своём заплыве.
Мужчины
| Дистанция                 | Спортсмены    | Предварительный раунд | Предварительный раунд | Предварительный раунд | Полуфинал            | Полуфинал            | Полуфинал            | Финал                | Финал                |
| Дистанция                 | Спортсмены    | Заплыв                | Результат             | Место                 | Заплыв               | Результат            | Место                | Результат            | Место                |
| ------------------------- | ------------- | --------------------- | --------------------- | --------------------- | -------------------- | -------------------- | -------------------- | -------------------- | -------------------- |
| 50 метров вольным стилем  | Уссама Сануне | 7                     | 22,27                 | 25                    | завершил выступление | завершил выступление | завершил выступление | завершил выступление | завершил выступление |
| 100 метров вольным стилем | Уссама Сануне | 3                     | 49,20                 | 31                    | завершил выступление | завершил выступление | завершил выступление | завершил выступление | завершил выступление |

### Гимнастика

#### Спортивная гимнастика
В квалификационном раунде проходил отбор, как в финал командного многоборья, так и в финалы личных дисциплин. В финал индивидуального многоборья отбиралось 24 спортсмена с наивысшими результатами, а в финалы отдельных упражнений по 8 спортсменов, причём в финале личных дисциплин страна не могла быть представлена более, чем 2 спортсменами. В командном многоборье в квалификации на каждом снаряде выступали по 4 спортсмена, а в зачёт шли три лучших результата. В финале командных соревнований на каждом снаряде выступало по три спортсмена и все три результата шли в зачёт.
Мужчины
Многоборья
| Соревнование      | Спортсмены      | Квалификация        | Квалификация | Квалификация | Квалификация   | Квалификация        | Квалификация | Квалификация | Квалификация | Финал                | Финал                | Финал                | Финал                | Финал                | Финал                | Финал                | Финал                |
| Соревнование      | Спортсмены      | Вольные выступления | Конь         | Кольца       | Опорный прыжок | Параллельные брусья | Перекладина  | Всего        | Место        | Вольные выступления  | Конь                 | Кольца               | Опорный прыжок       | Параллельные брусья  | Перекладина          | Всего                | Место                |
| ----------------- | --------------- | ------------------- | ------------ | ------------ | -------------- | ------------------- | ------------ | ------------ | ------------ | -------------------- | -------------------- | -------------------- | -------------------- | -------------------- | -------------------- | -------------------- | -------------------- |
| личное многоборье | Мохамед Бургиег | 12,533              | 12,900       | 13,033       | 13,700         | 13,500              | 12,833       | 78,499       | 48           | завершил выступление | завершил выступление | завершил выступление | завершил выступление | завершил выступление | завершил выступление | завершил выступление | завершил выступление |

Индивидуальные упражнения
| Соревнование        | Спортсмены      | Квалификация | Квалификация | Финал                | Финал                |
| Соревнование        | Спортсмены      | Очки         | Место        | Очки                 | Место                |
| ------------------- | --------------- | ------------ | ------------ | -------------------- | -------------------- |
| вольные упражнения  | Мохамед Бургиег | 12,533       | 68           | завершил выступление | завершил выступление |
| конь                | Мохамед Бургиег | 12,900       | 62           | завершил выступление | завершил выступление |
| кольца              | Мохамед Бургиег | 13,033       | 68           | завершил выступление | завершил выступление |
| параллельные брусья | Мохамед Бургиег | 13,500       | 57           | завершил выступление | завершил выступление |
| перекладина         | Мохамед Бургиег | 12,833       | 66           | завершил выступление | завершил выступление |

Женщины
Многоборья
| Соревнование      | Спортсмены    | Квалификация   | Квалификация        | Квалификация | Квалификация       | Квалификация | Квалификация | Финал                 | Финал                 | Финал                 | Финал                 | Финал                 | Финал                 |
| Соревнование      | Спортсмены    | Опорный прыжок | Разновысокие брусья | Бревно       | Вольные упражнения | Всего        | Место        | Опорный прыжок        | Разновысокие брусья   | Бревно                | Вольные упражнения    | Всего                 | Место                 |
| ----------------- | ------------- | -------------- | ------------------- | ------------ | ------------------ | ------------ | ------------ | --------------------- | --------------------- | --------------------- | --------------------- | --------------------- | --------------------- |
| личное многоборье | Фарах Буфаден | 12,533         | 12,200              | 10,600       | 11,100             | 46,433       | 59           | завершила выступление | завершила выступление | завершила выступление | завершила выступление | завершила выступление | завершила выступление |

Индивидуальные упражнения
| Соревнование        | Спортсмены    | Квалификация | Квалификация | Финал                 | Финал                 |
| Соревнование        | Спортсмены    | Очки         | Место        | Очки                  | Место                 |
| ------------------- | ------------- | ------------ | ------------ | --------------------- | --------------------- |
| разновысокие брусья | Фарах Буфаден | 12,200       | 72           | завершила выступление | завершила выступление |
| бревно              | Фарах Буфаден | 10,600       | 80           | завершила выступление | завершила выступление |
| вольные упражнения  | Фарах Буфаден | 11,100       | 80           | завершила выступление | завершила выступление |

### Дзюдо
Соревнования по дзюдо проводились по системе с выбыванием. В утешительные раунды попадали спортсмены, проигравшие полуфиналистам турнира. Два спортсмена, одержавших победу в утешительном раунде, в поединке за бронзу сражались с дзюдоистами, проигравшими в полуфинале.
Мужчины
| Категория    | Спортсмены          | 1/32 финала                | 1/16 финала              | 1/8 финала                 | Четвертьфинал        | Полуфинал            | Финал                | Место |
| Категория    | Спортсмены          | Соперник Результат         | Соперник Результат       | Соперник Результат         | Соперник Результат   | Соперник Результат   | Соперник Результат   | Место |
| ------------ | ------------------- | -------------------------- | ------------------------ | -------------------------- | -------------------- | -------------------- | -------------------- | ----- |
| до 66 кг     | Худ Зурдани         | Не участвовал              | SURИ. Копински В 100:000 | MGLД. Тумурхулэг П 000:101 | завершил выступление | завершил выступление | завершил выступление | 9     |
| до 90 кг     | Абдерахман Бенамади | UZBШ. Жураев П 000s2:000s1 | завершил выступление     | завершил выступление       | завершил выступление | завершил выступление | завершил выступление | 33    |
| до 100 кг    | Лиес Буякуб         |                            |                          |                            |                      |                      |                      |       |
| свыше 100 кг | Мохаммед Тайеб      |                            |                          |                            |                      |                      |                      |       |

Женщины
| Категория   | Спортсмены    | 1/16 финала        | 1/8 финала         | Четвертьфинал      | Полуфинал          | Финал              | Место |
| Категория   | Спортсмены    | Соперник Результат | Соперник Результат | Соперник Результат | Соперник Результат | Соперник Результат | Место |
| ----------- | ------------- | ------------------ | ------------------ | ------------------ | ------------------ | ------------------ | ----- |
| свыше 78 кг | Сония Асселах |                    |                    |                    |                    |                    |       |

### Лёгкая атлетика
Мужчины
Беговые дисциплины
| Дисциплина                         | Спортсмен          | Предварительный раунд | Предварительный раунд | Предварительный раунд | Четвертьфиналы | Четвертьфиналы | Четвертьфиналы | Полуфиналы    | Полуфиналы    | Полуфиналы    | Финал | Финал |
| Дисциплина                         | Спортсмен          | Забег                 | Время                 | Место                 | Забег          | Время          | Место          | Забег         | Время         | Место         | Время | Место |
| ---------------------------------- | ------------------ | --------------------- | --------------------- | --------------------- | -------------- | -------------- | -------------- | ------------- | ------------- | ------------- | ----- | ----- |
| бег на 800 метров                  | Амине Белферар     |                       |                       |                       | не проводится  | не проводится  | не проводится  |               |               |               |       |       |
| бег на 800 метров                  | Тауфик Махлуфи     |                       |                       |                       | не проводится  | не проводится  | не проводится  |               |               |               |       |       |
| бег на 800 метров                  | Яссин Хатхат       |                       |                       |                       | не проводится  | не проводится  | не проводится  |               |               |               |       |       |
| бег на 1500 метров                 | Салим Кеддар       |                       |                       |                       | не проводится  | не проводится  | не проводится  |               |               |               |       |       |
| бег на 1500 метров                 | Тауфик Махлуфи     |                       |                       |                       | не проводится  | не проводится  | не проводится  |               |               |               |       |       |
| бег на 3000 метров с препятствиями | Хишам Бушиша       |                       |                       |                       | не проводится  | не проводится  | не проводится  | не проводится | не проводится | не проводится |       |       |
| бег на 3000 метров с препятствиями | Али Массауди       |                       |                       |                       | не проводится  | не проводится  | не проводится  | не проводится | не проводится | не проводится |       |       |
| бег на 3000 метров с препятствиями | Билаль Табти       |                       |                       |                       | не проводится  | не проводится  | не проводится  | не проводится | не проводится | не проводится |       |       |
| бег на 400 метров с барьерами      | Абдельмалик Лахулу |                       |                       |                       | не проводится  | не проводится  | не проводится  |               |               |               |       |       |
| бег на 400 метров с барьерами      | Милуд Рахмани      |                       |                       |                       | не проводится  | не проводится  | не проводится  |               |               |               |       |       |

 Шоссейные дисциплины
| Дисциплина | Спортсмен       | Время | Место | Отставание |
| ---------- | --------------- | ----- | ----- | ---------- |
| марафон    | Эль-Хади Лаамеш |       |       |            |
| марафон    | Хаким Сади      |       |       |            |

 Многоборье
| Дисциплина  | Спортсмен     | Параметр  | 100 м | длина | ядро | высота | 400 м | 110 м с/б | диск | шест | копьё | 1500 м | Всего очков | Итоговое место |
| ----------- | ------------- | --------- | ----- | ----- | ---- | ------ | ----- | --------- | ---- | ---- | ----- | ------ | ----------- | -------------- |
| десятиборье | Ларби Буррада | Результат |       |       |      |        |       |           |      |      |       |        |             |                |
| десятиборье | Ларби Буррада | Очки      |       |       |      |        |       |           |      |      |       |        |             |                |
| десятиборье | Ларби Буррада | Место     |       |       |      |        |       |           |      |      |       |        |             |                |

Женщины
 Беговые дисциплины
| Дисциплина                         | Спортсмен     | Предварительный раунд | Предварительный раунд | Предварительный раунд | Четвертьфиналы | Четвертьфиналы | Четвертьфиналы | Полуфиналы    | Полуфиналы    | Полуфиналы    | Финал | Финал |
| Дисциплина                         | Спортсмен     | Забег                 | Время                 | Место                 | Забег          | Время          | Место          | Забег         | Время         | Место         | Время | Место |
| ---------------------------------- | ------------- | --------------------- | --------------------- | --------------------- | -------------- | -------------- | -------------- | ------------- | ------------- | ------------- | ----- | ----- |
| бег на 3000 метров с препятствиями | Амина Беттиша |                       |                       |                       | не проводится  | не проводится  | не проводится  | не проводится | не проводится | не проводится |       |       |

 Шоссейные дисциплины
| Дисциплина | Спортсмен      | Время | Место | Отставание |
| ---------- | -------------- | ----- | ----- | ---------- |
| марафон    | Суад Аит Салем |       |       |            |
| марафон    | Кенза Дахмани  |       |       |            |

### Парусный спорт
Соревнования по парусному спорту в каждом из классов состояли из 10 или 12 гонок. Каждую гонку спортсмены начинали с общего старта. Победителем становился экипаж, первым пересекший финишную черту. Количество очков, идущих в общий зачёт, соответствовало занятому командой месту. 10 лучших экипажей по результатам предварительных заплывов попадали в медальную гонку, результаты которой также шли в общий зачёт. В медальной гонке, очки, полученные экипажем удваивались. В случае если участник соревнований не смог завершить гонку ему начислялось количество очков, равное количеству участников плюс один. При итоговом подсчёте очков не учитывался худший результат, показанный экипажем в одной из гонок. Сборная, набравшая наименьшее количество очков, становится олимпийским чемпионом.
Мужчины
| Класс | Спортсмены  | Гонка | Гонка | Гонка | Гонка | Гонка  | Гонка | Гонка | Гонка  | Гонка | Гонка  | Гонка | Гонка | Гонка         | Очки | Место |
| Класс | Спортсмены  | 1     | 2     | 3     | 4     | 5      | 6     | 7     | 8      | 9     | 10     | 11    | 12    | M             | Очки | Место |
| ----- | ----------- | ----- | ----- | ----- | ----- | ------ | ----- | ----- | ------ | ----- | ------ | ----- | ----- | ------------- | ---- | ----- |
| RS:X  | Хамза Бурас | 35    | 36    | 34    | 35    | 37 DNF | 26    | 31    | 37 DNF | 36    | 37 DNF | 36    | 24    | не участвовал | 367  | 36    |

Женщины
| Класс        | Спортсменки        | Гонка  | Гонка  | Гонка  | Гонка  | Гонка  | Гонка  | Гонка  | Гонка  | Гонка  | Гонка  | Гонка         | Гонка         | Гонка          | Очки | Место |
| Класс        | Спортсменки        | 1      | 2      | 3      | 4      | 5      | 6      | 7      | 8      | 9      | 10     | 11            | 12            | M              | Очки | Место |
| ------------ | ------------------ | ------ | ------ | ------ | ------ | ------ | ------ | ------ | ------ | ------ | ------ | ------------- | ------------- | -------------- | ---- | ----- |
| RS:X         | Катия Белаббас     | 27 DNF | 27 DNF | 27 DNF | 27 DNF | 27 DNF | 25     | 27 DNF | 27 DNF | 27 DNF | 27 DNF | 22            | 27 DNF        | не участвовала | 290  | 26    |
| Лазер Радиал | Имен Шериф Сахрауи | 33     | 35     | 35     | 34     | 38 DNF | 38 DNF | 35     | 38 DNS | 38 DNS | 38 DNC | не проводится | не проводится | не участвовала | 324  | 37    |

### Стрельба
В январе 2013 года Международная федерация спортивной стрельбы приняла новые правила проведения соревнований на 2013—2016 года, которые, в частности, изменили порядок проведения финалов. Во многих дисциплинах спортсмены, прошедшие в финал, теперь начинают решающий раунд без очков, набранных в квалификации, а финал проходит по системе с выбыванием. Также в финалах после каждого раунда стрельбы из дальнейшей борьбы выбывает спортсмен с наименьшим количеством баллов. В скоростном пистолете решающие поединки проходят по системе попал-промах. В стендовой стрельбе добавился полуфинальный раунд, где определяются по два участника финального матча и поединка за третье место.
Мужчины
| Соревнование                       | Спортсмены  | Квалификация | Квалификация | Полуфинал     | Полуфинал     | Финал                | Финал                |
| Соревнование                       | Спортсмены  | Результат    | Место        | Результат     | Место         | Соперник/ Результат  | Место                |
| ---------------------------------- | ----------- | ------------ | ------------ | ------------- | ------------- | -------------------- | -------------------- |
| пневматическая винтовка, 10 метров | Шафик Буауд | 612,1        | 47           | не проводится | не проводится | завершил выступление | завершил выступление |

### Тяжёлая атлетика
Каждый НОК самостоятельно выбирает категорию в которой выступит её тяжелоатлет. В рамках соревнований проводятся два упражнения — рывок и толчок. В каждом из упражнений спортсмену даётся 3 попытки. Победитель определяется по сумме двух упражнений. При равенстве результатов победа присуждается спортсмену, с меньшим собственным весом.
Мужчины
| Категория | Спортсмены | Вес | Рывок | Рывок | Рывок | Толчок | Толчок | Толчок | Всего | Место |
| Категория | Спортсмены | Вес | 1     | 2     | 3     | 1      | 2      | 3      | Всего | Место |
| --------- | ---------- | --- | ----- | ----- | ----- | ------ | ------ | ------ | ----- | ----- |
|           |            |     |       |       |       |        |        |        |       |       |

Женщины
| Категория | Спортсмены | Вес | Рывок | Рывок | Рывок | Толчок | Толчок | Толчок | Всего | Место |
| Категория | Спортсмены | Вес | 1     | 2     | 3     | 1      | 2      | 3      | Всего | Место |
| --------- | ---------- | --- | ----- | ----- | ----- | ------ | ------ | ------ | ----- | ----- |
|           |            |     |       |       |       |        |        |        |       |       |

### Фехтование
В индивидуальных соревнованиях спортсмены сражаются три раунда по три минуты, либо до того момента, как один из спортсменов нанесёт 15 уколов. В командных соревнованиях поединок идёт 9 раундов по 3 минуты каждый, либо до 45 уколов. Если по окончании времени в поединке зафиксирован ничейный результат, то назначается дополнительная минута до «золотого» укола.
Мужчины
| Соревнование          | Спортсмены         | 1/32 финала        | 1/16 финала           | 1/8 финала           | Четвертьфинал        | Полуфинал            | Финал                | Место |
| Соревнование          | Спортсмены         | Соперник Результат | Соперник Результат    | Соперник Результат   | Соперник Результат   | Соперник Результат   | Соперник Результат   | Место |
| --------------------- | ------------------ | ------------------ | --------------------- | -------------------- | -------------------- | -------------------- | -------------------- | ----- |
| индивидуальная рапира | Виктор Синтес (27) | не участвовал      | GBRР. Круз (6) П 4:15 | завершил выступление | завершил выступление | завершил выступление | завершил выступление | 28    |

Женщины
| Соревнование          | Спортсмены          | 1/32 финала        | 1/16 финала             | 1/8 финала            | Четвертьфинал         | Полуфинал             | Финал                 | Место |
| Соревнование          | Спортсмены          | Соперник Результат | Соперник Результат      | Соперник Результат    | Соперник Результат    | Соперник Результат    | Соперник Результат    | Место |
| --------------------- | ------------------- | ------------------ | ----------------------- | --------------------- | --------------------- | --------------------- | --------------------- | ----- |
| индивидуальная рапира | Анисса Хелфауи (17) | не участвовала     | CANЭ. Харви (16) П 6:15 | завершила выступление | завершила выступление | завершила выступление | завершила выступление | 20    |

### Футбол

#### Мужчины
Олимпийская сборная Алжира квалифицировалась на Игры, завоевав серебряные медали на молодёжном чемпионате Африки 2015 года. В мужском олимпийском турнире примут участие сборные, составленные из игроков не старше 23 лет (родившиеся после 1 января 1993 года). Также в заявку могут войти не более 3-х футболистов старше этого возраста.
Состав
| №              | Имя                | Клуб              | Дата рождения    | Возраст | Игр     | Голов   |
| Вратари        | Вратари            | Вратари           | Вратари          | Вратари | Вратари | Вратари |
| -------------- | ------------------ | ----------------- | ---------------- | ------- | ------- | ------- |
| 1              | Абделькадер Салхи  | АСО Шлеф          | 19 марта 1993    | 23      | 0       | 0       |
| 16             | Фарид Шааль        | УСМ Эль Хараш     | 3 июля 1994      | 22      | 2       | -5      |
| 22             | Уссама Метазем     | Арба              | 19 марта 1993    | 23      | 1       | -1      |
| Защитники      |                    |                   |                  |         |         |         |
| 2              | Милуд Ребиай       | ЕС Сетиф          | 12 декабря 1993  | 22      | 1       | 0       |
| 3              | Аюб Абделлауи      | УСМ Алжир         | 16 февраля 1993  | 23      | 2       | 0       |
| 4              | Абдельгани Демму*  | МК Алжир          | 29 января 1989   | 27      | 2       | 0       |
| 5              | Риад Кенниш (к)    | ЕС Сетиф          | 30 апреля 1993   | 23      | 1       | 0       |
| 15             | Хуари Ферхани      | Кабилия           | 11 февраля 1993  | 23      | 3       | 0       |
| Полузащитники  |                    |                   |                  |         |         |         |
| 6              | Мохамед Бенхемасса | УСМ Алжир         | 28 июня 1993     | 23      | 2       | 0       |
| 8              | Харис Белькебла    | Тур               | 28 января 1994   | 22      | 2       | 0       |
| 12             | Рауф Бенгит        | Параду            | 5 апреля 1996    | 20      | 1       | 0       |
| 14             | Софиан Бендебка*   | Хусейн-Дей        | 9 августа 1992   | 23      | 3       | 2       |
| 17             | Закария Драуи      | Белуиздад         | 20 февраля 1994  | 22      | 1       | 0       |
| Нападающие     |                    |                   |                  |         |         |         |
| 7              | Багдад Бунеджах*   | Аль-Садд          | 24 ноября 1991   | 24      | 3       | 1       |
| 9              | Мохамед Бенкаблиа  | АСМ Оран          | 2 февраля 1994   | 22      | 3       | 1       |
| 10             | Абдеррахман Мезиан | УСМ Алжир         | 7 марта 1993     | 23      | 3       | 0       |
| 11             | Закария Хаддуш     | ЕС Сетиф          | 19 августа 1994  | 21      | 3       | 0       |
| 13             | Усама Дарфалу      | УСМ Алжир         | 29 сентября 1993 | 22      | 3       | 0       |
| 18             | Рашид Айт-Атман    | Спортинг Хихон    | 4 февраля 1993   | 23      | 2       | 0       |
| Главный тренер |                    |                   |                  |         |         |         |
| Флаг Швейцарии | Пьер-Андре Шюрман  | Пьер-Андре Шюрман | 5 июля 1960      | 56      |         |         |

Результаты
Групповой этап (Группа D)
| М | Команда    | И | В | Н | П | Мячи  | ±  | О |
| - | ---------- | - | - | - | - | ----- | -- | - |
| 1 | Португалия | 3 | 2 | 1 | 0 | 5 − 2 | +3 | 7 |
| 2 | Гондурас   | 3 | 1 | 1 | 1 | 5 − 5 | 0  | 4 |
| 3 | Аргентина  | 3 | 1 | 1 | 1 | 3 − 4 | −1 | 4 |
| 4 | Алжир      | 3 | 0 | 1 | 2 | 4 − 6 | −2 | 1 |

| 4 августа 2016 15:00 UTC-3           | \| Гондурас \| 3:2 (2:0) Отчёт \| Алжир \| \| Киото 13′ · Перейра 33′ · Лосано 79′ \| Голы \| Бендебка 68′ · Бунеджах 85′ \| | Стадион: Олимпийский стадион, Рио-де-Жанейро Зрителей: 20 000 Судья: Сандро Риччи |
| Гондурас                             | 3:2 (2:0) Отчёт | Алжир                                                                             |
| Киото 13′ · Перейра 33′ · Лосано 79′ | Голы | Бендебка 68′ · Бунеджах 85′                                                       |

| 7 августа 2016 18:00 UTC-3 | \| Аргентина \| 2:1 (0:0) Отчёт \| Алжир \| \| Корреа 47′ · Кальери 70′ \| Голы \| Бендебка 64′ \| | Стадион: Олимпийский стадион, Рио-де-Жанейро Зрителей: 37 450 Судья: Джюнейт Чакыр |
| Аргентина                  | 2:1 (0:0) Отчёт                                                                                    | Алжир                                                                              |
| Корреа 47′ · Кальери 70′   | Голы                                                                                               | Бендебка 64′                                                                       |

| 10 августа 2016 13:00 UTC-3 | \| Алжир \| 1:1 (1:1) Отчёт \| Португалия \| \| Бенкаблия 30′ \| Голы \| Пасиенсия 25′ (пен.) \| | Стадион: Минейран, Белу-Оризонти Зрителей: 13 787 Судья: Мэттью Конгер |
| Алжир                       | 1:1 (1:1) Отчёт                                                                                  | Португалия                                                             |
| Бенкаблия 30′               | Голы                                                                                             | Пасиенсия 25′ (пен.)                                                   |

Итог: по результатам соревнований олимпийская сборная Алжира по футболу заняла 14-е место.